# Pseudosaproecius ocellatus
Pseudosaproecius ocellatus är en skalbaggsart som beskrevs av Frey 1958. Pseudosaproecius ocellatus ingår i släktet Pseudosaproecius och familjen bladhorningar. Inga underarter finns listade i Catalogue of Life.